# Günther Selichar

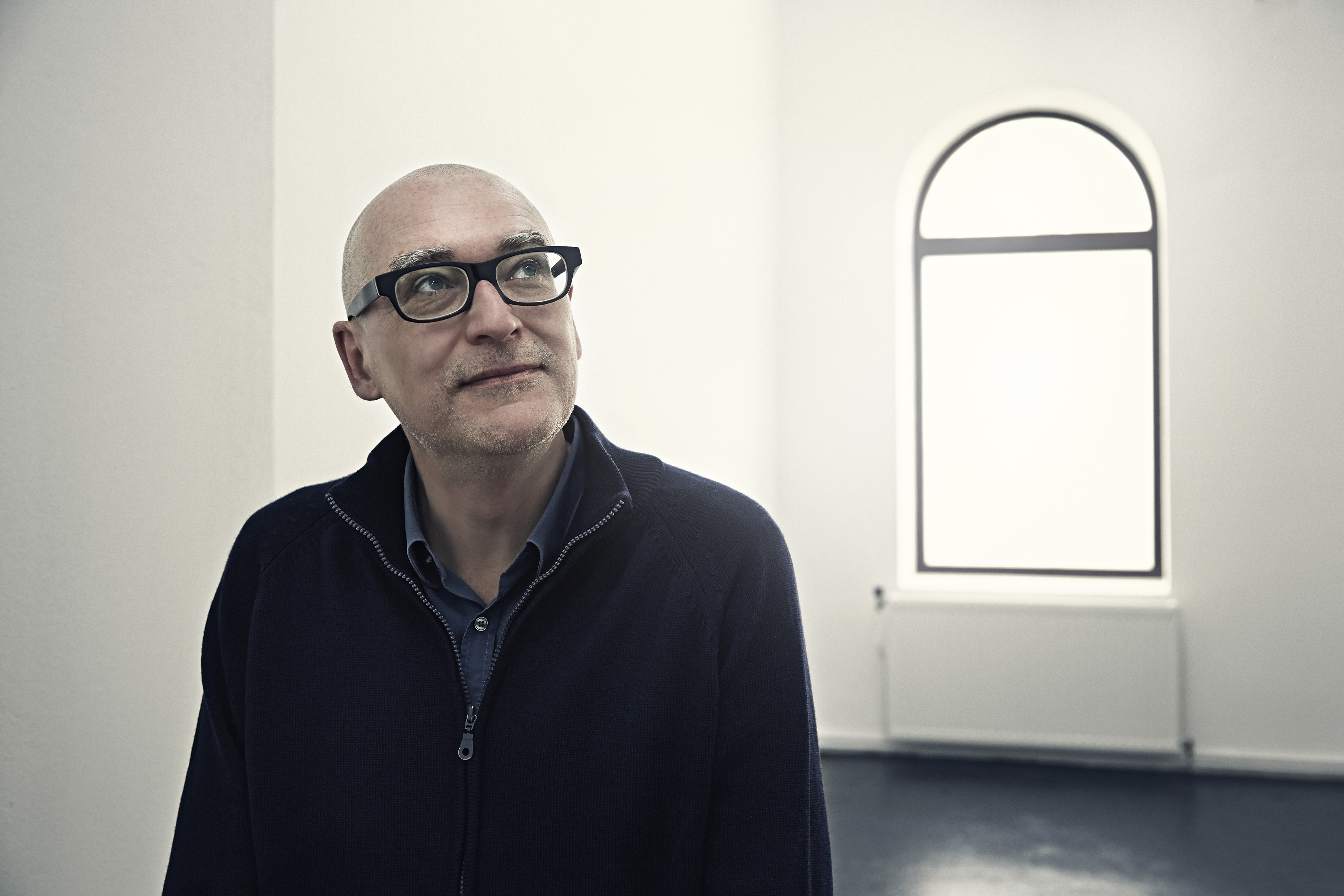
Günther Selichar (2015)

Günther Selichar (* 1960 in Linz) ist österreichischer bildender Künstler (Medienkunst, öffentlicher (medialer) Raum, Fotografie).

## Leben
Günther Selichar studierte Kunstgeschichte und klassische Archäologie von 1979 bis 1986 an der Universität Salzburg und am Art Institute of Chicago (Fulbright-Stipendium), entschied sich jedoch das Studium kurz vor Ende nicht abzuschließen um sich auf seine künstlerische Tätigkeit zu konzentrieren. Er war 2007 bis 2013 Professor für Medienkunst an der Hochschule für Grafik und Buchkunst Leipzig und gründete dort die Klasse für Mass Media Research und Kunst im medialen öffentlichen Raum. Er beschäftigt sich in dokumentarischer Weise mit apparativen und technologischen Aspekten von (Massen)Medien und zeigt dies u. a. in Serien abstrakter Fotografie. Ebenso führt er Interventionen im öffentlichen Raum durch, wie im massenmedialen Raum des Fernsehens, auf Billboards oder Urban Screens, in Printmedien etc. (USA, China und verschiedene europäische Länder). Seine kunsttheoretische Arbeit befasst sich mit Fragen von Kunst und Massenmedien, öffentlichem Raum, Fotografie oder analoger und digitaler Medien.

## Ausstellungen

### Einzelausstellungen seit 1984 (Auswahl)
Museum Moderner Kunst Stiftung Ludwig Wien / Rupertinum, Salzburg / Galerie Thaddaeus Ropac, Salzburg (1986, 1990, 1993) / Fotohof, Salzburg (1983, 1990, 1996) / Galerie Maerz, Linz / Ricky Renier Gallery, Chicago (1988, 1990) / Salzburger Kunstverein / Galleria del Cortile, Rom / Neue Galerie der Stadt Linz / Peter Kilchmann Galerie, Zürich / Espai Lucas, Valencia (1994, 1995, 2001) / Galerie Latal, Zürich / Galerie Karin Sachs, München (1999, 2002, 2005, 2010*) / Tiroler Landesmuseum Ferdinandeum, Innsbruck / Kunsthaus Bregenz, Billboards / Kunsthalle Wien, Project Space* / Kammerhofgalerie, Gmunden / Oö. Landesgalerie Linz* / Creative Time, New York City / Tufts University Art Gallery, Medford, Boston / Kunstverein Medienturm, Graz (2001, 2006) / Galerie Lindner, Wien (2007, 2008, 2014*) / artmark galerie, Wien* / Fotogalerie Wien*, Museum der Moderne Salzburg., Camera Austria, Graz

### Gruppenausstellungen seit 1990 (Auswahl)
Galerie der Stadt Prag; Kunstverein Hamburg, Deichtorhallen; Fotomuseum Winterthur; Sala Parpalló, València; Kunstverein/Schirn Kunsthalle Frankfurt; Saint Gervais, Genéve; Rencontres de la Photographie, Arles; Museum Folkwang, Essen; Finnish Museum of Photography, Helsinki; ICA, Philadelphia; Fundacão Gulbenkian, Lisboa; Centro de la Imagen, Mexiko-Stadt; Exit Art, New York; Apexart, New York; Central Museum Utrecht*; La Biennale di Venezia/Mostra Cinematografica*; Walker Art Center, Minneapolis*; Nikolaj Center of Contemporary Art, Copenhagen*; The Museum of Contemporary Art|Chicago Filmmakers, Chicago*; European Media Art Festival, Osnabrück*; New York Video Festival*; Sammlung Falckenberg, Hamburg*; Galerie im Taxispalais, Innsbruck; Eastlink Gallery, Shanghai; Museum der Moderne, Salzburg; Pratt Manhattan Gallery, New York; NGBK, Berlin; Lentos Kunstmuseum, Linz; Aarhus Kunstbygnings, Aarhus*; Arti et Amicitiae, Amsterdam; Cornerhouse, Manchester; Thessaloniki International Film Festival, Thessaloniki*; Camera Austria/Kunsthaus Graz; Halle 14, Baumwollspinnerei Leipzig*; Ljubljana Film Festival*; Ljubljana Film Festival*; 21er Haus, Belvedere, Wien*, Grassimuseum für Angewandte Kunst, Leipzig; Filmmaker Festival, Milano*; Kunsthalle Mainz*; Galerie Thoman, Wien*; Albertina, Wien*; MAK, Wien; Museo d'Arte Moderna Ugo Carà, Muggia/Trieste*,musa, Wien; neue Galerie für Zeitgenössische Kunst, Häselburg, Gera.; Museum Sinclair-Haus – Stiftung Nantesbuch, Bad Homburg v. d. Höhe*; Artmark Galerie, Wien; Museum Liaunig, Neuhaus.; Galerie Thaddaeus Ropac, Salzburg; Sammlung Spallart, Salzburg.
Mit "*" gekennzeichnete Ausstellungen beinhalten Kooperationen mit seiner Frau Loredana Flore-Selichar (* 1962 in Rom), wie zum Beispiel "GT Granturismo" und "Fotogramm".

## Lehre und Vorträge
- Professor für Medienkunst, Hochschule für Grafik und Buchkunst, Leipzig, 2007–2013
- Schule für Dichtung, Virtuelle Akademie www.sfd.at, Leitung Visuelle Klasse, in Zusammenarbeit mit der Akademie der Bildenden Künste, Wien 2000 + 2001
- Lehrauftrag »Neue Medien«, Universität Mozarteum, Salzburg 2002–2007
- Gastprofessor, The Royal Danish Academy of Fine Arts, Copenhagen, 2003
- Visiting Professor, The Royal Danish Academy of Fine Arts, Copenhagen, 2008
- Visiting Professor, Vilnius Academy of Arts, Vilnius 2010
- Visiting Professor, German University in Cairo (GUC) 2012
- Visiting Professor, Staatliche Ivan-Fjedorow-Universität für Druckwesen, Moskau 2012
- Visiting Professor, Vilnius Academy of Arts, Vilnius 2014
- Visiting Professor, Universität für Angewandte Kunst Wien, 2014/15
- Gastprofessor, Kunstuniversität Linz, Experimentelle Gestaltung 2015–17

Er referierte unter anderem an folgenden Orten: Universität für Angewandte Kunst, Wien; School of Visual Arts, New York; Hochschule für Gestaltung, Zürich; Staatliche Akademie der Bildenden Künste, Karlsruhe; Institute Of Contemporary Art, Philadelphia; Kunsthaus Bregenz; Royal College, London; Byam Shaw School of Art, University of the Arts, London; Massachusetts Institute of Technology, Cambridge; Urban Screens Conference, Cornerhouse, Manchester; Folkwang Universität der Künste, Essen; Hochschule für Gestaltung, Offenbach.; Gallery 21, Moskau; City Visions Jena, Bauhausuniversität Weimar; Kunstuniversität Linz.

## Musik
Günther Selichar spielte Konzerte in Österreich, Deutschland, Italien und der Türkei und wirkte auf den folgenden Veröffentlichungen mit:
Call Boys Inc. (mit Klaus Dickbauer – Reeds, Wolfgang Mitterer – electronics, Gunter Schneider – guitars, Günther Selichar – percussion)
- call boys inc., Astrologia Mundi, Edition Audiokassette, ORF, Salzburg/Galerie Thaddaeus Ropac, Salzburg 1986.
- call boys inc. 1, lp | cd, Moers Music 02068, Germany 1988
- call boys inc. 2, cd, Olongapo 002, Austria 1990

Andere:
- 5. Komponistenforum Mittersill, cd ein klang records, Austria 2001
- Klaus Dickbauer – solo works ‘89 – ’93, pao records 1004, 1995

## Auszeichnungen
- 1990 Würdigungspreis für Künstlerische Fotografie des Bundesministeriums für Unterricht, Kunst und Kultur
- 1997 Staatsstipendium für Künstlerische Fotografie[16]
- 1997 Förderungspreis für Bildende Kunst der Stadt Wien
- 2001 Oberösterreichischer Landeskulturpreis für künstlerische Fotografie
- 2004 Kunstwürdigungspreis für Bildende Kunst der Stadt Linz[17]
- Diverse Auszeichnungen beim Österreichischen Grafikwettbewerb, Innsbruck und zahlreiche Stipendien im In- und Ausland.

## Monografien
- Otto Breicha, Thomas Zaunschirm: Günther Selichar. Nächtliches Realitätenbüro. (Wien: Molotov, 1984).
- Peter Baum, Dieter Ronte: Günther Selichar. Liebe macht blind. (Salzburg: Edition Galerie Thaddaeus Ropac, 1990).
- Peter Baum, Uli Bohnen, Christoph Doswald: Günther Selichar. Multiple Choice. (Linz: Neue Galerie der Stadt Linz|Wolfgang-Gurlitt-Museum, 1992).
- Uli Bohnen, Christoph Doswald, Walter Seitter: Günther Selichar. Suchbilder (Salzburg | València, 1993/94).
- Carl Aigner, Robert C. Morgan: Günther Selichar. Sources. (Steyr | València | Salzburg, 1995/96).
- Hubertus von Amelunxen, Robert C. Morgan, Urs Stahel: Günther Selichar. Screens, cold. (Wien: Triton, 2001).
- Martin Hochleitner (Hrsg.), Alexander Horwath, Marc Ries, Dieter Ronte, Marie Röbl, Birgit Sonna: Günther Selichar. Third Eye. (Linz | Salzburg: Oö.Landesgalerie | Fotohof edition 37, 2004).
- Dieter Buchhart: Archäologische Arbeit hinter der Fassade einer medialen Bildproduktion. Gespräch mit Günther Selichar. In: Kunstforum International 174. (Ruppichteroth: Kunstforum, 2005).
- Uli Bohnen, Dieter Buchhart, Christoph Doswald, Ruth Horak, Kathy Rae Huffman, Robert C. Morgan, Marc Ries, Dieter Ronte, Amy Ingrid Schlegel, Günther Selichar, Franz Thalmair, Claudia Tittel: Günther Selichar. Who’s Afraid of Blue, Red and Green? (1990–2017). (Wien: Verlag für Moderne Kunst, 2017)

(Die grafische Gestaltung von Florian Lamm wurde mit dem "Preis des Bürgermeisters der Stadt Brünn" bei der 28. Grafikbiennale Brno 2018 ausgezeichnet und das Buch wurde auf die Shortlist der schönsten Bücher in der Sektion "Kunstbücher" 2018 der Stiftung Buchkunst, Frankfurt gewählt.)
- Ruth Horak: Günther Selichar, No Media Beyond This Point, Fotobuch 62. (Wien: Fotogalerie Wien, 2020)